# وستر (دائرة انتخابية في المملكة المتحدة)
وستر  (بالإنجليزية: Worcester)‏ هي إحدى الدوائر الانتخابية في المملكة المتحدة الممثلة في مجلس العموم في برلمان المملكة المتحدة.
عضو البرلمان الذي يمثلها حالياً هو :Mr Michael Foster (Worcs.) (Lab).